# Cheval-Blanc
Cheval-Blanc – miejscowość i gmina we Francji, w regionie Prowansja-Alpy-Lazurowe Wybrzeże, w departamencie Vaucluse.
Według danych na rok 1990 gminę zamieszkiwały 3032 osoby, a gęstość zaludnienia wynosiła 52 osoby/km² (wśród 963 gmin regionu Prowansja-Alpy-W. Lazurowe Cheval-Blanc plasuje się na 199. miejscu pod względem liczby ludności, natomiast pod względem powierzchni na miejscu 116.).